# Maritza Coomans-Eustatia
Maritza Coomans-Eustatia (Willemstad, 18 februari 1940 – Bloemendaal, 15 oktober 2002) is een van oorsprong bibliothecaris die zich gedurende haar leven heeft toegelegd tot verzamelen, schrijven en publiceren van teksten in het Papiaments. Dit deed zij veelvuldig met haar man Henny Coomans met wie zij ook de Stichting Libri Antilliani oprichtte, die als doel had het uitgeven van cultuurhistorische werken en facsimile-uitgaven van negentiende-eeuwse teksten in het Papiaments.

## Loopbaan
Martiza Eustatia startte in 1957 als bibliotheekassistente in de bibliotheek van Willemstad. In 1961 vertrok ze met een beurs van Sticusa naar Den Haag om daar de opleiding tot ‘bibliothecaris voor speciale bibliotheken’ volgde. In 1970 ging ze nogmaals naar Nederland om aan de Frederik Muller Akademie in Amsterdam de bibliotheekopleiding te volgen. Terug in Willemstad werd ze in 1972 directrice van de Stichting Wetenschappelijke Bibliotheek die in 1978 overging naar de Universiteit van de Nederlandse Antillen. Als hoofd van de universitaire bibliotheek legde zij zich naast het beheer van de facultaire collecties toe op collectievorming van Caribische literatuur en cultuur in een speciale afdeling Antilliana en Caribiana.

## Betekenis
Met haar uitgeverij Libri Antilliani heeft ze een belangrijke bijdrage geleverd aan de historische en culturele kennis van en op het eiland Curaçao. In 2001 doneerde de stichting een van de eerste gedrukte teksten in het Papiaments, de Catecismo Corticu aan het Nationaal Archief Curaçao. In 2009 kreeg zij postuum, samen met haar man Henny Coomans de 'Premio Boeli van Leeuwen' voor hun verdiensten aan de Antilliaanse literatuur. 